# 大友義智
大友 義智（おおとも よしとも）は、江戸時代後期の高家旗本。

高家旗本大友義珍の子として生まれ、義珍の跡を継いだ叔父・大友義方の養子となる。文化5年12月1日（1809年1月16日）、将軍徳川家斉に御目見する。文化13年（1816年）3月29日、義方の隠居により家督を相続する。生涯表高家衆に列し、高家職に就くことはなかった。